# Glières-Val-de-Borne
Glières-Val-de-Borne é uma comuna francesa na região administrativa de Auvérnia-Ródano-Alpes, no departamento da Alta Saboia. Estende-se por uma área de 73.12 km². Em 2010 a comuna tinha 1 840 habitantes (densidade: 25,2 hab./km²).
Foi criada em 1 de janeiro de 2019, após a fusão das antigas comunas de Le Petit-Bornand-les-Glières (sede da comuna) e Entremont.